# Isabela Souza

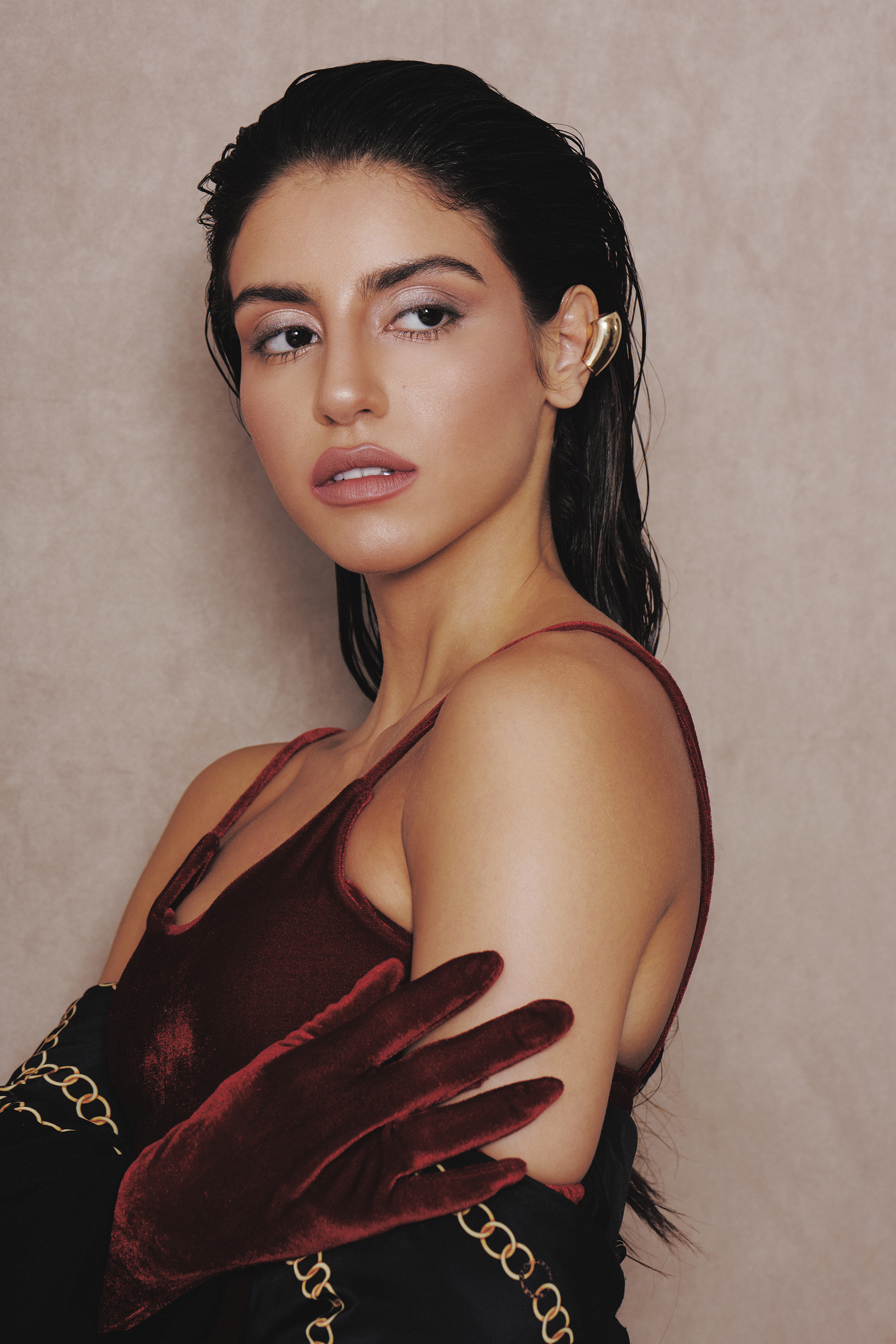
Isabela Soares de Souza (2019)

Isabela Souza (anhörenⓘ * 14. Januar 1998 Belo Horizonte, Minas Gerais, Brasilien) ist eine brasilianische Schauspielerin, Sängerin, Songwriterin und Model, die für ihre Darstellungen von Brida in Juacas (2017–2019) und Beatriz Urquiza in der argentinischen Disney Telenovela BIA bekannt ist.

## Leben und Karriere
Isabela Soares de Souza Marques wurde am 14. Januar 1998 in Belo Horizonte, geboren. Im Alter von 10 Jahren zog Souza mit ihrer Familie nach Rio de Janeiro und begann ihre künstlerische Ausbildung am Centro de Capacitação Profissional em Artes Cênicas.
Ihre erste professionelle Erfahrung als Schauspielerin machte sie 2014, nachdem sie im Stück Endless Summer gespielt hatte. Ein Jahr später wurde sie bei einem Casting ausgewählt, um „Brida“ in Juacas zu spielen, einer Originalserie auf dem Disney Channel Brazil, für die sie nach Florianópolis zog, um Surfunterricht zu nehmen und an den Dreharbeiten der Serie teilzunehmen.
2018 sang sie das Lied „Minha Vez“ für den Soundtrack der Zeichentrickserie Elena Von Ávalor.
Im Mai 2018 wurde sie ausgewählt, um „Bia Urquiza“, die Hauptfigur von Bia, mit ihrem Co-Star, dem spanischen Schauspieler Julio Peña, zu spielen, der „Manuel Gutierrez“ spielt, die dritte Originalproduktion von Disney Channel Latin America, für die sie nach Buenos Aires, Argentinien, gezogen ist und Spanisch gelernt hat, um die Rolle zu spielen.
2019 wurde sie als Teil des lateinamerikanischen und brasilianischen Soundtracks des Films Aladdin eingeladen, in dem sie „Callar“ und „Ninguem me cala“ sang, Versionen des Liedes „Speechless“ auf Spanisch und Portugiesisch.

## Filmografie
- 2017–2019 in Juacas als Brida
- 2019–2020 in BIA als Beatriz „Bia“ Urquiza
- 2021: in Bia – Un mundo al revés als Bia Urquiza
- 2024 in Amor da Minha Vida als Catarina
- 2024 in A Caverna Encantada als Professora Pilar